# Bunazosin
Bunazosin je alfa-1 antagonist. Bunazosin je inicijalno bio razvijen za tretiranje benigne prostatičke hiperplazije (BPH). On je bio odobren u Japanu u topičkom obliku za tretiranje glaukoma. Mehanizam dejstva je redukcija isteka tečnosti kroz uveoskleralne puteve što dovodi do sniženja intraokularnog pritiska. On isto tako može da deluje putem poboljšanja krvnog protoka do okulanog nerva.